# Nunzia Catalfo
Nunzia Catalfo (Catania, 29 luglio 1967) è una politica italiana, ministro del lavoro e delle politiche sociali dal 5 settembre 2019 al 13 febbraio 2021 nel governo Conte II.

## Biografia
Nata a Catania nel 1967, ha conseguito un diploma di liceo scientifico e delle specializzazioni come Orientatore e selezionatore del personale, Progettista e tutor di percorsi e-learning e Stenotipista.
Nella sua carriera professionale trentennale si è occupata di formazione, dispersione scolastica e aiuto all'inserimento in collaborazione con i centri per l'impiego e i servizi per l'impiego in generale.

## Attività politica

### Gli inizi
Nel 2008 si è iscritta al Meetup Amici di Beppe Grillo, che diventa quello del Movimento 5 Stelle, impegnandosi come attivista, portando avanti una nuova visione del mercato del lavoro più aderente alle esigenze di imprese e cittadini.

### Elezione a senatrice
Alle elezioni politiche del 2013 viene candidata al Senato della Repubblica tra le liste del Movimento 5 Stelle, ed eletta senatrice nella circoscrizione Sicilia. Nella XVII legislatura della Repubblica, oltre ad essere membro della Commissione parlamentare per l'infanzia e l'adolescenza, dell'11ª Commissione permanente Lavoro pubblico e privato, Previdenza sociale del Senato e vicepresidente della stessa commissione permanente dal 21 gennaio 2016 al 22 marzo 2018, si è battuta per tutta la legislatura per una proposta di legge sul Reddito di cittadinanza.
Al ballottaggio per eleggere il nuovo Capogruppo M5S al Senato è battuta dal collega di partito Vito Rosario Petrocelli sostenuto dall'ala più ortodossa del Movimento di Beppe Grillo e Gianroberto Casaleggio mentre lei era rappresentante dell'ala più dialogante. Dal 16 ottobre 2014 sostituisce il collega Bruno Marton come vicecapogruppo del M5S al Senato insieme al collega Marco Scibona.
Il 25 novembre 2016 viene chiamata a far parte del collegio dei probiviri, organo di garanzia previsto dal regolamento del Movimento 5 Stelle, assieme a Riccardo Fraccaro e Paola Carinelli, che con la riorganizzazione dei 5 Stelle nel 2018 si dimette dal collegio.
Alle elezioni politiche del 2018 viene ricandidata nel collegio uninominale di Catania al Senato della Repubblica, per il Movimento 5 Stelle, dove viene rieletta senatrice con il 49,54% dei voti contro i candidati del centro-destra, in quota #DiventeràBellissima Raffaele Stancanelli (31,82%), e del centro-sinistra, in quota Partito Democratico Valeria Sudano (12,79%).

### Presidente della Commissione Lavoro
Il 21 giugno 2018 viene eletta Presidente della 11ª Commissione permanente Lavoro pubblico e privato, Previdenza sociale del Senato, dove ha avuto un ruolo di primo piano per il reddito di cittadinanza e si è battuta per il salario minimo, infatti è stata prima firmataria del disegno di legge sull'equo indennizzo e sul riconoscimento delle cause di servizio per la polizia locale.

### Ministro del Lavoro e delle Politiche Sociali
Dopo la fine del primo governo guidato da Giuseppe Conte con la Lega, viene designata il 4 settembre 2019 da Conte, rimasto alla guida dell'esecutivo, come Ministro del Lavoro e delle Politiche Sociali. Il giorno successivo, presta giuramento nelle mani del Presidente della Repubblica Sergio Mattarella come ministra nel secondo governo Conte.
Nel corso del mandato a via Veneto, si occupa dalla Whirlpool di Napoli la richiesta di cassa integrazione all’ILVA, dai casi Auchan alla Mercatone Uno. Cessa dal suo incarico il 13 febbraio 2021, con la nascita del governo Draghi.

### Vertici M5S e salario minimo
L'11 dicembre 2021 diventa coordinatore del Comitato per le Politiche del lavoro del Movimento 5 Stelle, dove porta avanti la proposta di legge che introduca il salario minimo, anche per contrastare il calo demografico e la crisi economica causata dalla pandemia di COVID-19, attuando l'articolo 36 della costituzione italiana, appoggiata e rilanciata sul Blog di Beppe Grillo anche da Giuseppe Conte.